# Walking In The Air
"Walking In The Air" je singl finskog simfonijskog metal Nightwish koji promovira njihov drugi album Oceanborn. Pjesma je originalno od Petera Autya za The Snowman, a stihove i glazbu je napravio Howard Blake.